# Kaple svatého Filipa Neri (Prachatice)
Kaple svatého Filipa Neri (zvaná též Patriarcha) je římskokatolická kaple poblíž města Prachatice, které je jejím vlastníkem.

## Umístění
Kaple se nachází jižně od města Prachatice v lese ve svahu kopce Libín nad Lázněmi svaté Markéty. U kaple končí křížová cesta. Poblíž kaple se nachází pramen.

## Historie
Současné stavbě předcházela nejprve dřevěná kaple, k jejíž stavbě získal povolení v roce 1691 prachatický měšťan Vojtěch Vilém Bylanský. Tato původní kaple měla připomínat místo nálezu obrazu italského světce Filipa Neri, kterému také byla zasvěcena. Dřevěná kaple byla po roce 1803 nahrazena zděnou stavbou krytou šindelem. Místo se stalo hojně navštěvované věřícími i návštěvníky lázní díky pramenu vody s údajně léčivými účinky.
V roce 1859 město rozhodlo vystavět novou kapli, která měla nahradit již původní zchátralou stavbu. Finance na stavbu byly získány ve sbírce mezi věřícími. Při té příležitosti vznikla křížová cesta vedoucí podél cesty ke kapli. Zastavení nechal zhotovit nájemce lázní Anton Pachlhofer.
Základní kámen nové kaple byl položen 13. června 1859 a na jaře roku 1861 byla stavba dokončena. Dne 9. července téhož roku proběhlo vysvěcení kaple, nad kterou převzalo patronátní právo město Prachatice.
V letech 1999–2004 proběhla postupná obnova kaple i křížové cesty.

## Popis
Jedná se o jednoduchou kamennou stavbu čtvercového půdorysu zakončenou apsidou. Fasáda je neomítnutá, stejně jako cihlové ostění portálu a oken v průčelí. Cihlové je také nároží a římsa. Střecha kaple je sedlová s věžičkou. Před kaplí se nachází železný krucifix na kamenném podstavci s vročením 1928.